# 小行星6281
小行星6281（英語：6281 Strnad）是一颗围绕太阳公转的小行星。1980年9月16日，安東寧·姆爾科斯在克列特发现了此天体。
这颗小行星的绝对星等为280.4768554077089等。